# The Frankenstein Chronicles
The Frankenstein Chronicles ist eine britische Fernsehserie mit Sean Bean in der Hauptrolle. Die Erstausstrahlung der sechsteiligen ersten Staffel fand ab dem 11. November 2015 beim britischen Sender ITV statt. Die deutschsprachige Erstausstrahlung war ab dem 19. April 2016 beim Pay-TV-Sender TNT Serie zu sehen. In dieser Neuinterpretation des Frankenstein-Mythos begegnen dem Protagonisten John Marlott einige berühmte Persönlichkeiten des 19. Jahrhunderts, darunter Frankenstein-Autorin Mary Shelley und der Dichter William Blake.

## Handlung
John Marlott ist 1827 Inspector in London. Die Polizei ist gerade dabei eine Bande von Opiumschmugglern festzunehmen, als Marlott auf die Leiche eines Mädchens stößt. Aufgrund der Todesumstände und dem Zustand der Leiche – es handelt sich bei dem Opfer um ein Wesen, das aus Körperteilen von acht Kindern zusammengenäht wurde – wird Marlott vom Innenminister Sir Robert Peel damit beauftragt die Ermittlungen zu leiten und Vertraulichkeit walten zu lassen. Offensichtlich versucht ein Wissenschaftler mit Leichenteilen Tote wieder zum Leben zu erwecken und begeht dafür sogar Morde, um die nötigen „Ersatzteile“ zu beschaffen. Marlott und Polizist Nightingale setzen alles daran, dem Mann auf die Spur zu kommen. Fatalerweise hat auch ein Journalist die Zusammenhänge herausgefunden und veröffentlicht einen Zeitungsartikel über die Frankenstein-Morde, was in der Bevölkerung für große Unruhe sorgt und den Inspector in seiner Arbeit weit zurückwirft. Es kristallisiert sich immer mehr Lord Daniel Hervey als Täter heraus. Marlott ist von dessen Schuld überzeugt und macht sich daran, das Gelände des Krankenhauses zu durchsuchen. Dort befreit er ein junges Mädchen, das von Herveys treuer Dienerin Lloris gefangen gehalten wurde, gerät nun aber Hervey in die Hände. Als Marlott einige Stunden später aufwacht, ist er voller Blut und ein lebloser Frauenkörper liegt auf seinem Küchentisch. Obwohl Marlott seine Unschuld beteuert, wird er am Ende wegen Mordes zum Tode verurteilt.
Drei Jahre nach seiner Hinrichtung und seiner anschließenden Auferstehung flieht der Ex-Polizist Marlott aus der forensischen Psychiatrie um Rache an Lord Daniel Hervey zu nehmen. Doch ehe er sich versieht, findet er sich in einer Serie neuer brutaler Morde wieder und nimmt erneut den Kampf gegen das Böse auf.

## Hintergrund
Die Dreharbeiten für die zweite Staffel begannen im März 2017 wieder in Belfast und Nordirland. Sie wurde in England von November 2017 bis Anfang Dezember 2017 ausgestrahlt. In Deutschland waren die 6 Folgen der 2. Staffel ab 27. Dezember 2017 erneut bei TNT Serie zu sehen.

## Kritiken
Bernd Graff von der Süddeutschen Zeitung urteilte: „diese knochentief britischen ‚Chronicles‘“ sind unter dem Blickwinkel der 1837 herrschenden Verhältnisse in England „keine Horrormärchen mit müde wankenden Homunculi, die Schrauben in Hals und Schädel haben, sondern eisige Ermittlungen an der Schwelle zur Moderne, in denen die Figuren sogar in Innenräumen die Atemwölkchen des Winters vor dem Mund haben – oder den Hauch des Todes. Kein Wunder also, dass Sean Bean seinen formidablen Filzhut fast nie absetzt: Nur damit ist er behütet.“
Bei goldenekamera.de fand man lobende Worte und meinte: „Wer auch einmal die ungeschönte Schattenseite des viktorianischen Englands erleben will, kommt an dieser glänzend gespielten Mini-Serie nicht vorbei! Vor der atemberaubend ausgestatteten und ausschließlich mit natürlichen Lichtquellen beleuchteten Alptraumkulisse der Londoner Unterwelt entspinnt sich eine clever konstruierte Detektivstory, in der Armut, Kriminalität, wissenschaftlicher Fortschritt und politische Intrigen aufeinanderprallen.“
Gian-Philip Andreas von TV Wunschliste schrieb: In der ersten Staffel ist „noch nicht ganz klar [welche Elemente im Vordergrund stehen sollen], die polizeitechnische Mördersuche […], das historische Zeitbild einer krass gespaltenen Gesellschaft am Vorabend der Moderne oder aber der Mystery-Aspekt. Was bisher gut funktioniert, ist die atmosphärische Steuerung: Grabschändergrusel, Protagonistenschwermut und Verschwörungspanik balancieren sich bestens aus. Auch mit Schreck- und Schockmomenten wird effektiv gespielt. Was dagegen bisher noch nicht so ganz überzeugt, ist die Krimi-Dramaturgie. Die Ermittlungsarbeit gestaltet sich bislang eher wirr, zufällig und konstruiert. Das plötzliche Finden von obskuren Hinweisen in kunstvoll verknitterten alten Buchseiten passt eher in Abenteuerschnurren wie ‚The Librarians‘ als in das, was die ‚Frankenstein Chronicles‘ atmosphärisch zu beabsichtigen scheinen.“

## Episodenliste

### Staffel 1
Die Erstausstrahlung der ersten Staffel war vom 11. November bis zum 16. Dezember 2015 auf dem britischen Fernsehsender ITV Encore zu sehen. Die deutschsprachige Erstausstrahlung sendete TNT Serie vom 19. April bis zum 24. Mai 2016.
| Nr. (ges.) | Nr. (St.) | Deutscher Titel             | Originaltitel            | Erstausstrahlung UK | Deutschsprachige Erstausstrahlung (D) | Regie         | Drehbuch                     |
| ---------- | --------- | --------------------------- | ------------------------ | ------------------- | ------------------------------------- | ------------- | ---------------------------- |
| 1          | 1         | Ein grauenvoller Fund       | A World Without God      | 11. Nov. 2015       | 19. Apr. 2016                         | Benjamin Ross | Benjamin Ross Barry Langford |
| 2          | 2         | Ein Verdacht                | Seeing Things            | 18. Nov. 2015       | 26. Apr. 2016                         | Benjamin Ross | Benjamin Ross Barry Langford |
| 3          | 3         | Die Schöpferin des Monsters | All the Lost Children    | 25. Nov. 2015       | 3. Mai 2016                           | Benjamin Ross | Benjamin Ross Barry Langford |
| 4          | 4         | Falsche Spuren              | The Fortune of War       | 2. Dez. 2015        | 10. Mai 2016                          | Benjamin Ross | Benjamin Ross Barry Langford |
| 5          | 5         | Überführt?                  | The Frankenstein Murders | 9. Dez. 2015        | 17. Mai 2016                          | Benjamin Ross | Benjamin Ross Barry Langford |
| 6          | 6         | Frankenstein                | Lost and Found           | 16. Dez. 2015       | 24. Mai 2016                          | Benjamin Ross | Benjamin Ross Barry Langford |

### Staffel 2
Die Erstausstrahlung der zweiten Staffel war vom 1. November bis zum 6. Dezember 2017 auf dem britischen Fernsehsender ITV Encore zu sehen. Die deutschsprachige Erstausstrahlung sendete TNT Serie vom 27. Dezember 2017 bis zum 10. Januar 2018.
| Nr. (ges.) | Nr. (St.) | Deutscher Titel                 | Originaltitel                   | Erstausstrahlung UK | Deutschsprachige Erstausstrahlung (D) | Regie        | Drehbuch                             |
| ---------- | --------- | ------------------------------- | ------------------------------- | ------------------- | ------------------------------------- | ------------ | ------------------------------------ |
| 7          | 1         | Der verlorene Sohn              | Prodigal Son                    | 1. Nov. 2017        | 27. Dez. 2017                         | Alex Gabassi | Michael Robert Johnson Benjamin Ross |
| 8          | 2         | Dinge sehen                     | Not John Marlott                | 8. Nov. 2017        | 27. Dez. 2017                         | Alex Gabassi | Paul Tomalin Benjamin Ross           |
| 9          | 3         | Die Toten sehen                 | Seeing the Dead                 | 15. Nov. 2017       | 3. Jan. 2018                          | Alex Gabassi | Barry Langford Benjamin Ross         |
| 10         | 4         | Der verirrte kleine Junge       | Little Boy Los                  | 22. Nov. 2017       | 3. Jan. 2018                          | Alex Gabassi | Glenn Patterson Colin Carberry       |
| 11         | 5         | The Marriage of Heaven and Hell | The Marriage of Heaven and Hell | 29. Nov. 2017       | 10. Jan. 2018                         | Alex Gabassi | Benjamin Ross Barry Langford         |
| 12         | 6         | Bride of Frankenstein           | Bride of Frankenstein           | 6. Dez. 2017        | 10. Jan. 2018                         | Alex Gabassi | Benjamin Ross Barry Langford         |

## Synchronisation
| Rolle                 | Deutsche Stimme           | Original-Darsteller/Sprecher |
| --------------------- | ------------------------- | ---------------------------- |
| John Marlott          | Torsten Michaelis         | Sean Bean                    |
| Nightingale           | Markus Pfeiffer           | Richie Campbell              |
| Lady Jemima Hervey    | Julia Kaufmann            | Vanessa Kirby                |
| Sir Bentley Warburton | Peter Flechtner           | Elliot Cowan                 |
| Sir Robert Peel       | Sebastian Christoph Jacob | Tom Ward                     |
| Lord Daniel Hervey    | Julien Haggège            | Ed Stoppard                  |
| Billy Oates           | Oliver Stritzel           | Robbie Gee                   |
| Sir William Chester   | Frank Schaff              | Samuel West                  |